# Ефемерис 2
Ефемерис 2 - хроника једне породице је друга књига мемоара српског историчара уметности Дејана Медаковића, објављена први пут 1991. године у 4 хиљада примерака за издавачку кућу БИГЗ. Дело је добило награду БИГЗ-а 1992. године (заједно са првим и трећим делом) као и Награду Народне библиотеке Србије за најчитанију књигу године.

## Радња
Други том мемоара обихвата период од доласка породице Медаковић у Окупирану Југославију, тачније у Београд под Владом Милана Недића, до 1947. године и суђења немачким ратним злочинцима. 
Дејан долази у Србију 15. септембра 1941. године, и настањујује се у малој соби руског емигранта као избеглица из Хрватске. Део његове породице са мајчине стране Рајићи, већ раније су пребегли у Београд и сместили се у једну вилу пренемвши са собом велики део свог уметничког и другог богатства које полако распродају да би преживели у току рата. Поред тога они у својој кући организују књижевне салоне у којима се окупља уметнички и научни слој тадашњег окупираног Београда попут Петра Добровића, Душана Ј. Поповића, али је такође и база српске избегличке емиграције где се обаавештавају о судбинама својих који су остали у НДХ, посебно о злочинама усташа над Србима. 
Дејан налази посао као волонтер у Музеју кнеза Павла, где му је директор Милан Кашанин, и већи део рата проводи тамо, и описује покушаје спасавања српског културног блага у току рата. Такође се наводе и неки немачки окупатори који су помагали и били србофили попут Алојза Шмауза који се постарао да библиотека Владимира Ћоровића не буде однешена у Немачку, или барона Јохан Албрехта фон Рајсвица који је спасао мошти српских светитеља да не буду уништени од стране усташа, али такође и поделе на људе српског порекла који су покушавали да заштите Србе и оне који су били колаборационисти. У књизи се спомиње и судбина Дејановог друга хрватског Југословена Виктора Хољаца који је одведен у Јасеновац. ауторови сусрети са Исидором Секулић, објашњење настанка реченице За дом спремни, сећање на детињство у Загребу и додатни подаци о неким рођацима као што је Ивица-бачија.
Од историјских догађаја спомиње се улазак Николе Калабић у Аранђеловац, омбардовање Београда (1941) и бомбардовање Београда (1944) и његово ослобођење и долазак Руса и партизана и почетак писања Магнум кримен Виктора Новака. С новом влашћу долази и до промене у власти музеја, који бива пресељен, а нове вести доноси утицајни партизан, етнолог Татомир Вукановић, који је описан као веома женствен што је било супростављено његовој одлучности и опхођењу и који у музеј долази са пиштољем да смени Кашанина и постави новог директора књижевника Вељка Петровића. Одмах после рата долази до догађаја познатог као 105 стрељаних, међу којима је био и Дејанов пријатељ и доктор који је покушао да спаси многе у току рата Петар Зец, као и сликар Бранко Поповић . Ново време доноси и чистку међу некадашњом културном елитом, одузимање имовине и успон комунистичких миљеника попут авангардног писца Марка Ристића, Кристе Ђорђевић, Наде Андрејевић Кун и Моше Пијадеа. 
Иако његова породица није могла да се навикне на нови Београд, Дејан одлучује да ту остане и други том мемара завршава се судским процесом немачким ратним злочинима, од којих је битно сведочење Турнера о томе зашто је Милан Недић прихватио да сарађује са Нацистичком Немачком.